# Rkaciteli

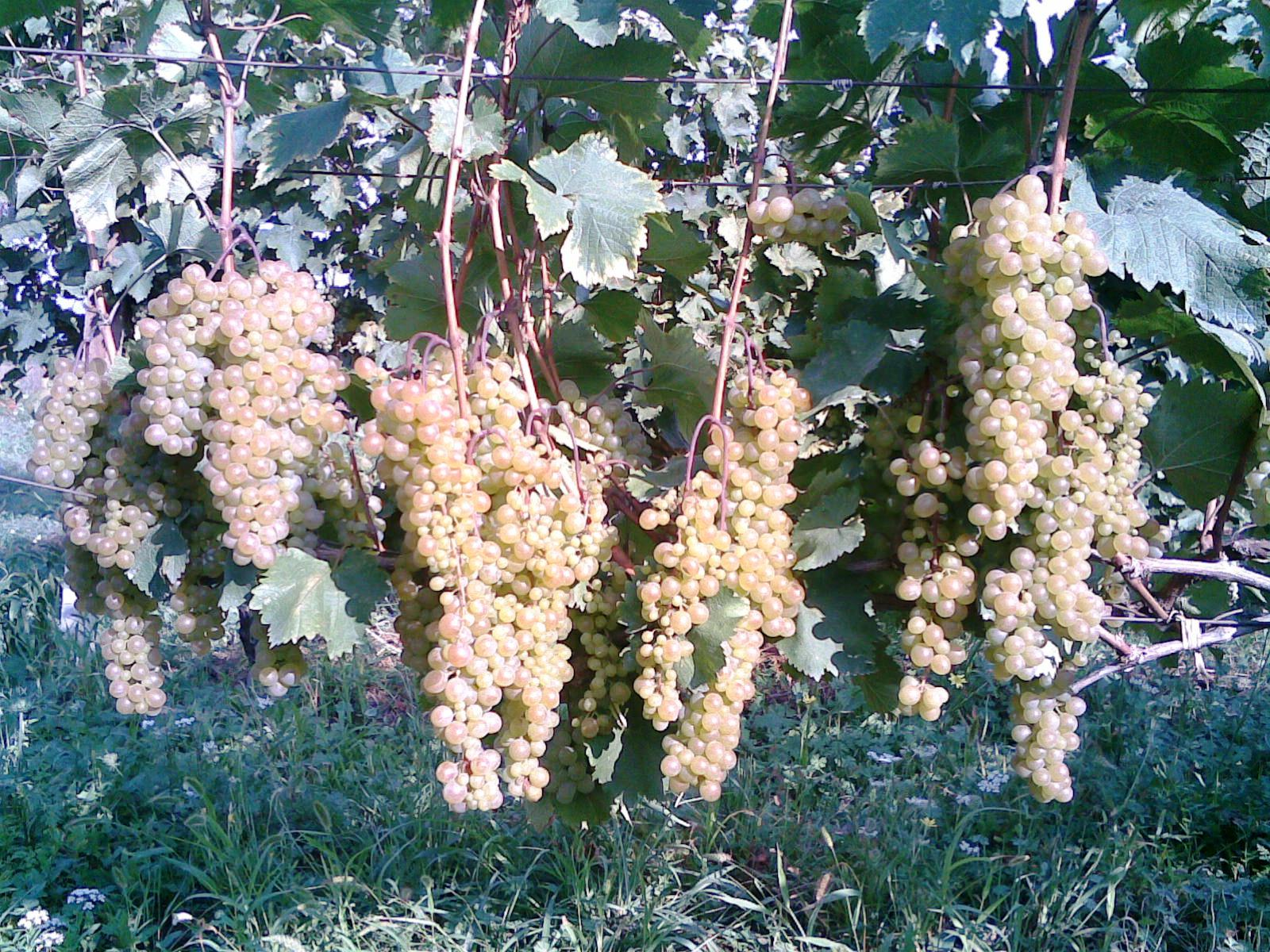
Rkaciteli krátce před sklizní

Rkaciteli (gruzínsky რქაწითელი) je moštová odrůda révy vinné (Vitis vinifera). Pochází z gruzínského regionu Kachetie, kde se podle archeologických nálezů pěstovala již před třemi tisíci lety. Rkaciteli je v Gruzii nejčastější odrůdou a je jí osázeno více než 25 000 hektarů. Název odrůdy znamená v překladu „červený roh“ a odkazuje k charakteristickému zabarvení výhonků. Toto víno bývalo známo také pod názvem Kakura podle domovské oblasti.
V sedmdesátých letech tvořilo Rkaciteli 18 % produkce vína v Sovětském svazu a údajně bylo nejrozšířenější odrůdou na světě, než Michail Gorbačov nařídil omezení výroby alkoholu v zemi. Kromě Gruzie se pěstuje se také na Ukrajině, v Rusku, Arménii, Moldavsku, Bulharsku, Srbsku, USA (oblasti Finger Lakes a Grand Valley), Číně a Austrálii. Hodí se především do oblastí s kontinentálním podnebím, neboť dobře snáší silné zimní mrazy i letní sucha. Sklízí se obvykle v říjnu a vyznačuje se vysokými výnosy. Hrozny jsou středně velké, jejich průměrná hmotnost dosahuje 160–250 g. Bylo vypěstováno několik klonů Rkaciteli, jeden z nich produkuje růžová vína.
Hrozny odrůdy Rkaciteli mají aroma kdoulí, meruněk a citrusů a zachovávají si kyseliny i při vysoké cukernatosti, mají rovněž zvýšený obsah polyfenolů. Spolu s odrůdou Mcvane jsou základem pro populární známkové víno Cinandali. V Gruzii se Rkaciteli obvykle zpracovává dlouhým ležením na slupkách v kvevri, při němž získává jantarové zbarvení a vyšší obsah tříslovin. Víno se podává chlazené a doporučuje se ke kořeněným pokrmům blízkovýchodní kuchyně.
Odrůda se může také konzumovat v podobě stolních hroznů, nealkoholizované šťávy nebo čurčchely. Často se z ní vyrábí fortifikované víno a brandy, avšak pro vysoký obsah alkoholu a slabé aroma se nedoporučuje k výrobě sektů. 